# Sosnová (kraj liberecki)
Sosnová – miejscowość i gmina (obec) w Czechach, w kraju libereckim, w powiecie Česká Lípa. W 2022 roku liczyła 687 mieszkańców.